# Juan de Dios Morales (prócer)
Juan de Dios Morales (Rionegro (Antioquia), 14 de abril de 1769 - Quito, 8 de agosto de 1811) fue un mártir y prócer de la Independencia de Ecuador nació en Rionegro en Antoquia en el virreinato de Nueva Granada (actual Colombia). Fue asesinado en el motín del 8 de agosto de 1811 . a los 43 años de edad

## Reseña biográfica
Desde que era joven se incorporó como escribano al Presidente de la Real Audiencia de Quito, don Juan Antonio Mon y Velarde, lo que iniciaría su vínculo con lo que posteriormente se convertiría la República de Ecuador. Mon y Velarde le nombró jefe de la Secretaría de la Superintendencia en 1790. Un año después empezó a trabajar como contador de las rentas decimales de la diócesis. Logró además ser en la Academia de Abogados, donde destacaría por su profunda inteligencia y se graduaría como abogado. Se caracterizó por su preocupación por la gente presa que se encontraba en la indefensión, así com por la defensa de los pobres. Fue además un importante catedrático de Derecho en la Universidad San Gregorio Magno de Quito. Esto a su vez le permitiría ser parte del Ayuntamiento y posteriormente serviría como Secretario de la Real Hacienda.
Después de la última década del siglo XIX, empezarían los movimientos revolucionarios de los que el sería parte. Esto iniciaría después de la muerte del presidente de la Real Audiencia, el Barón de Carondelet, cuando en 1806 fue desterrado a Guayaquil por orden del capitán Diego Antonio Nieto. En ese momento sería cuando entraría en contacto con Vicente Rocafuerte, quien tendría un rol protagónico en la independencia de México. Rocafuerte le hospedaría en su hacienda en Naranjito. Morales buscaría destituir a las autoridades que le desterrarían y en 1808 lo intentaría usando como pretexto la invasión del ejército napoleónico a España. Por esta razón regresaría a Quito y formaría parte del proceso revolucionario quiteño. Era ministro de gobierno cuando esto ocurrió y firmaría la nota en la que el presidente de la Audiencia informaba de la dimisión del Conde Ruiz de Castilla de Quito, con el objetivo de la formación de un nuevo gobierno. Por esta razón sería detenido y lo encarcelarían dos meses y medio más tarde, cuando la Junta de Quito capituló ante el mismo Ruiz de Castilla.

## Condecoraciones y méritos
- Gran Cruz de San Lorenzo, de la Primera Junta de Gobierno Autónoma de Quito, en 1809.